# ستوکن
شهر ستوکن (به فرانسوی: Stekene) در شهرستان سن‌نیکلا در استان فلاندری شرقی در منطقه فلاندری در کشور بلژیک واقع شده‌است.